# Menemakhosz
Menemakhosz (1. század) görög orvos
A metodikus orvosi iskolához tartozott, mestere a trallészi Thesszalosz volt. Három művéről tesz említést az ókori hagyomány, ezekből mindössze néhány apró töredék maradt fenn. A töredékeket először C. F. Matthaeus adta ki 1808-ban.